# Turecká mokka

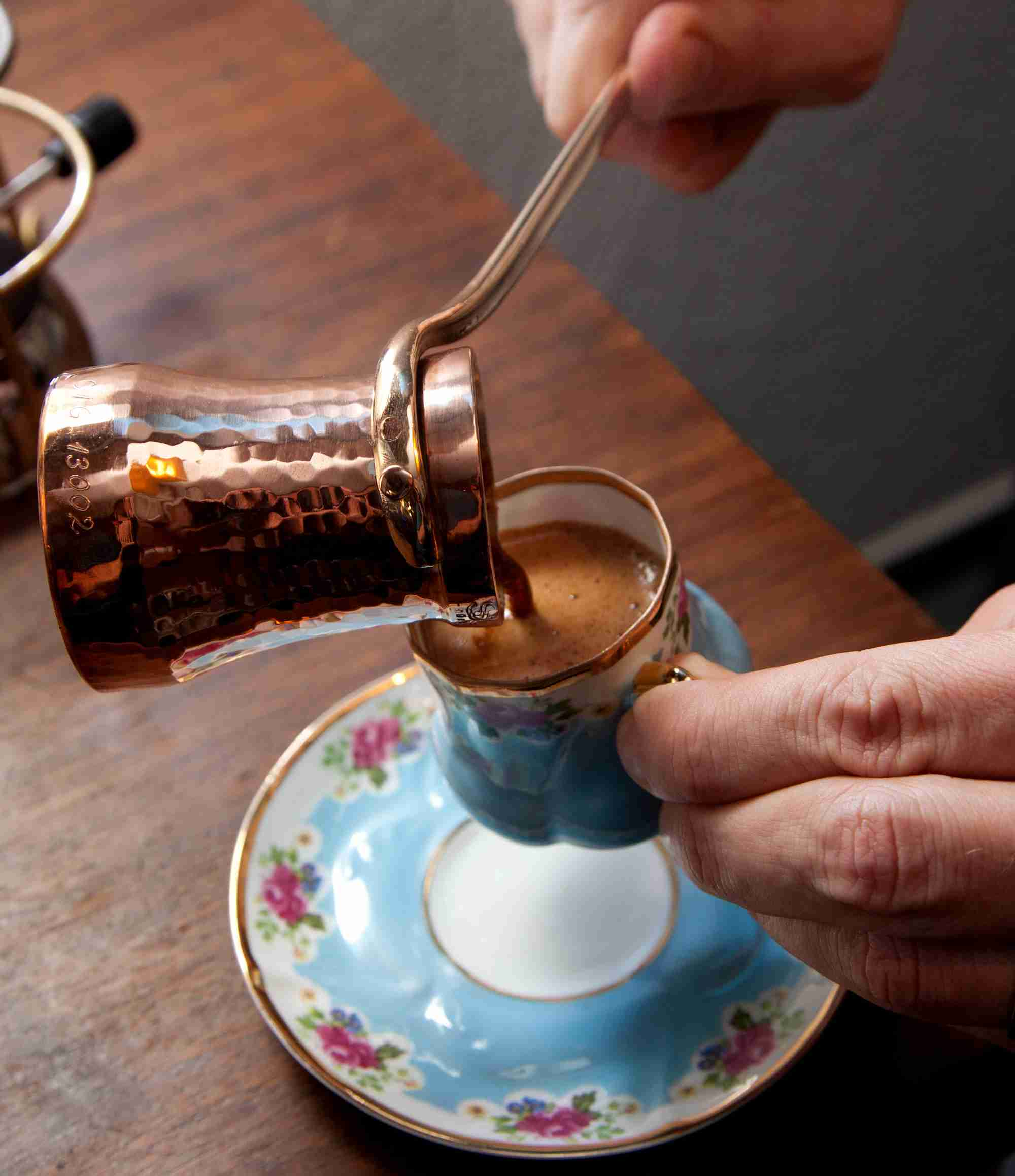
Turecká káva

Turecká, nebo nepřesně arabská mokka, případně turecká či arabská káva je způsob přípravy kávy v džezvě, zvláštní kovové konvičce. Tzv. turek, běžný způsob přípravy kávy v Česku, se připravuje jinak. 

## Příprava
Jemně umletá pražená kávová zrna se nasypou do nahřáté džezvy, zalijí vodou a nechají rychle přejít varem. Jakmile nápoj vykypí do horního límce konvičky, sejme se konvička z ohně a káva se nalévá do šálků. Na rozdíl od modernějších způsobů přípravy obsahuje turecká káva sedlinu, která se usadí na dně šálku. Proto musí být káva jemně umletá.
Druhým způsobem je jemně mletou kávu smíchat se studenou vodou a cukrem a přivést k varu. Nechá se třikrát vzkypět a nalévá se přes sítko.

## Historie
Rychlé vaření je patrně nejstarší a až do 19. století jediný způsob přípravy kávy jako nápoje. Už v pozdním středověku jsou doloženy zvláštní nádobky a mlýnky, od 17. století válcového tvaru s kličkou.